# Bugenvilea

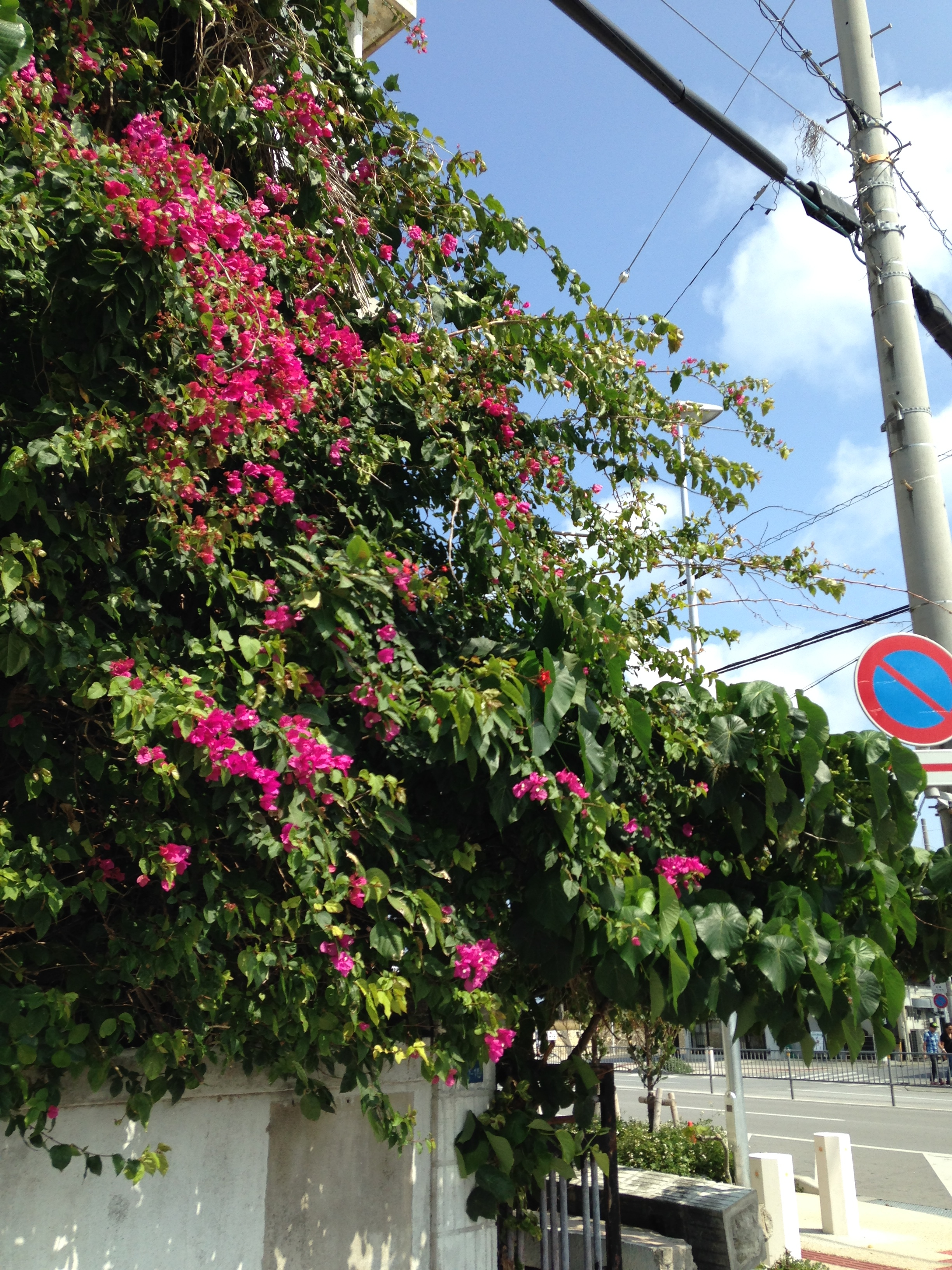
Pnoucí bugenvilea lysá

Bugenvilea (Bougainvillea) je dřevnatá, stálezelená liána, rod z čeledě rostlin nocenkovitých, který je tvořen 14 až 18 druhy. Rod pochází z tropických oblastí Jižní Ameriky a je hojně pěstován v tropech i subtropech po celém světě. Důvodem obliby těchto dlouze kvetoucích rostlin není vzhled květů, ale velké, tenké, jakoby pergamenové, barevné listeny, které drobné květy podpírají a také její nenáročnost a dlouhověkost.
Rostliny poprvé popsal v roce 1766 francouzský botanik Philibert Commerçon v Brazílii a roku 1789 byly pojmenovány podle francouzského badatele a admirála Louise Antoina de Bougainville, velitele výpravy, při které byly objeveny.

## Ekologie
Bugenvilea je tvárná liána, která roste na teplých, osluněných místech v kypré a propustné půdě. Požaduje průběžně dostatek, nikoli však nadbytek vláhy, neprospívají ji dlouhodobá období sucha. Ve své domovině nemá období klidu, roste a kvete během celého roku. Pokud je vysazena v chladnějším podnebí, přestává růst již při teplotách okolo +15 °C a tehdy potřebuje sucho.
Nejvíce kvete, pokud se délka dne rovná délce noci. Jestliže roste v oblastech nedaleko zemského rovníku, kde jsou den a noc přibližně stejně dlouhé, má tendenci kvést po celý rok. V místech položených dále od rovníku nejčastěji rozkvétá na jaře nebo na podzim, v dobách tamní rovnodennosti.

## Popis
Vytrvalá, stále zelená, postupně dřevnatějící rostlina, která roste jako rozložitý keř, malý strom nebo se popíná po jiných rostlinách či různých oporách. Větve má řídce porostlé trny, kterými se zachytávají za podpěry a střídavými, řapíkatými, celokrajnými listy s lesklými čepelemi vejčitými až elipticky kopinatými, které jsou někdy chlupaté.
Koncové vrcholičnaté květenství je obvykle tvořeno třemi drobnými, stopkatými květy; každý květ je podepřen nejčastěji třemi velkými žlutými, červenými, fialovými, růžovými, oranžovými nebo bílými listeny. Květy jsou oboupohlavné, nálevkovitého tvaru, asi jen 0,5 cm široké, mají pět nebo šest nevýrazných okvětních lístků, které jsou bílé, slabě nažloutlé či narůžovělé. V květu bývá pět až deset tyčinek vespod nitkami srostlých, vřetenovitý semeník na stopce a krátká čnělka nesoucí třepenitou bliznu. Ze semeníků se po opylení vyvinou válcovitá, žebrovatá semena s endospermem.

## Použití
Bugenvilea dokáže po pevné opoře vyšplhat 5 m a výše, zachycuje se přitom svými trny. Mimo volného, přirozeného keřovitého tvaru ji lze vypěstovat do vzhledu vzrostlého stromu či vyššího keře, nebo se používá jako okrasný a těžce prostupný živý plot. Velmi dobře snáší stříhání a rychle obrůstá, je proto vděčnou rostlinou při tvarování bonsají.

## Rozmnožování
Rostliny se množí hřížením mladých stonků nebo zdřevnatělými, polovyzrálými či kořenovými řízky, které při spodní teplotě minimálně 30 °C zakoření do 6 týdnů. Zakořeněné řízky mají velmi křehké kořínky, které není radno poškodit, jinak se růst na dlouho zastaví. Povyrostlé rostlinky se seřezávají, aby se rozkošatěly, nebo se výhony v mládí ohýbají a tvarují.

## Taxonomie
Jednotlivé druhy se mezi sebou kříží a snadno vznikají nové kultivary. Většina dnes pěstovaných kultivarů je výsledkem křížení tří nejdůležitějších druhů:
- bugenvilea lysá (Bougainvillea glabra) – je liána nebo hustý keř, má tenčí větve rostoucí ve všech směrech a krátké a tenké ostny s tupou špičkou, listy bývají pouze někdy na rubu řídce chlupaté a špičaté trojúhelníkovité listeny mají purpurově fialovou barvu,
- bugenvilea nádherná (Bougainvillea spectabilis) – má velké a hustě chlupaté listy a výrazné zakřivené trny, listeny má poměrně velké a růžové, žluté, rezavě červené nebo fialové,
- bugenvilea peruánská (Bougainvillea peruviana) – je liána nebo rozvolněný keř, trny má v mládi rovné a později zakřivené, listy velké a lysé, okrouhlé listeny jsou tmavě fialové barvy a jsou velmi jemné na dotek.

Existuje již více než 300 kultivarů, některé vznikly spontánně a jiné uměle. Mnoho rostlin již jsou potomci hybridů a nelze u nich určit původ. To vedlo ke vzniku několika názvů pro stejný kultivar.
Mezi nejznámější hybridy patří bugenvilea Butiova (Bougainvillea × buttiana), kříženec mezi bugenvileou lysou a bugenvileou peruánskou, která se vyznačuje panašovanými listeny.

## Galerie

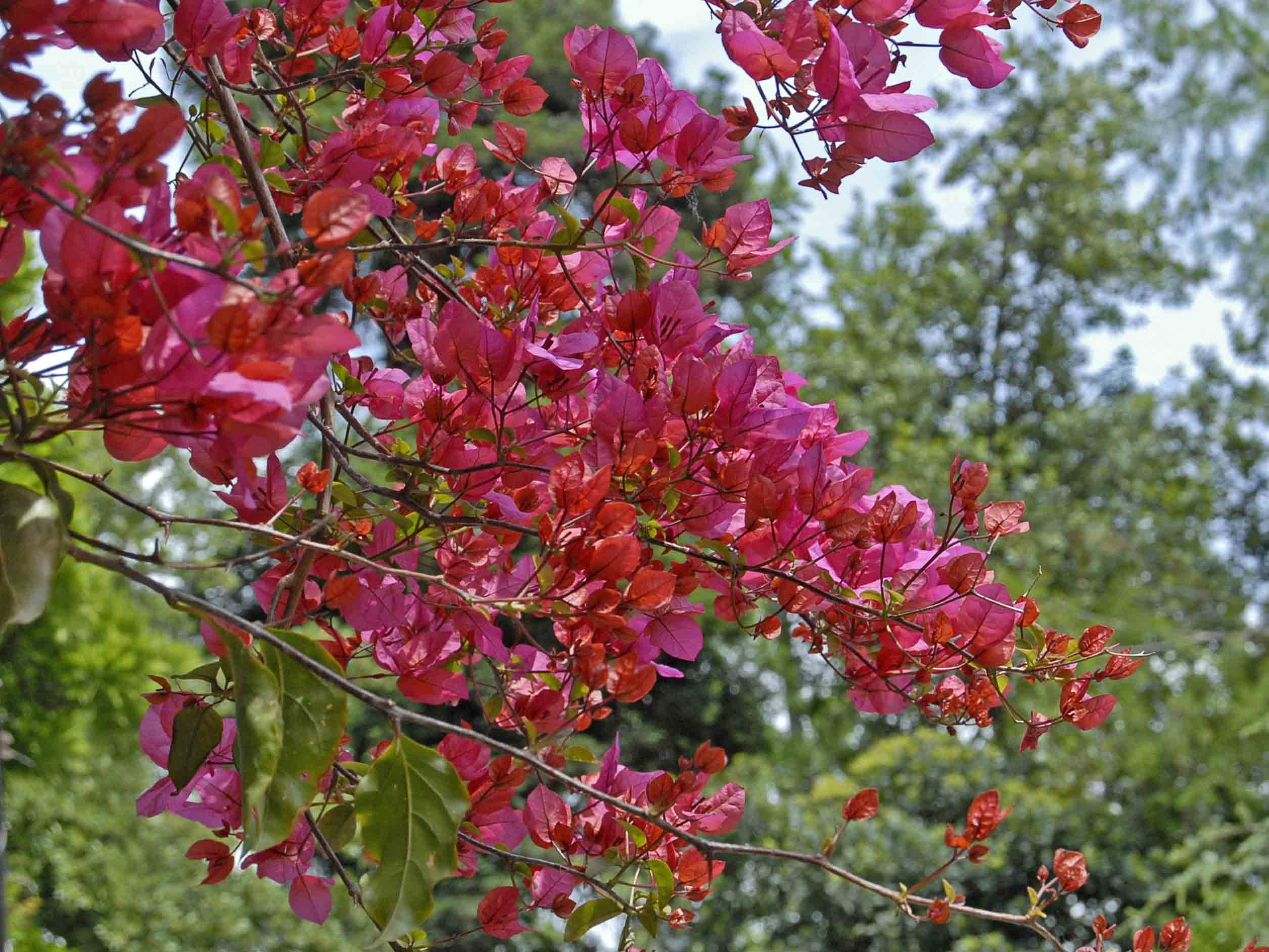
Bugenvilea Butiova
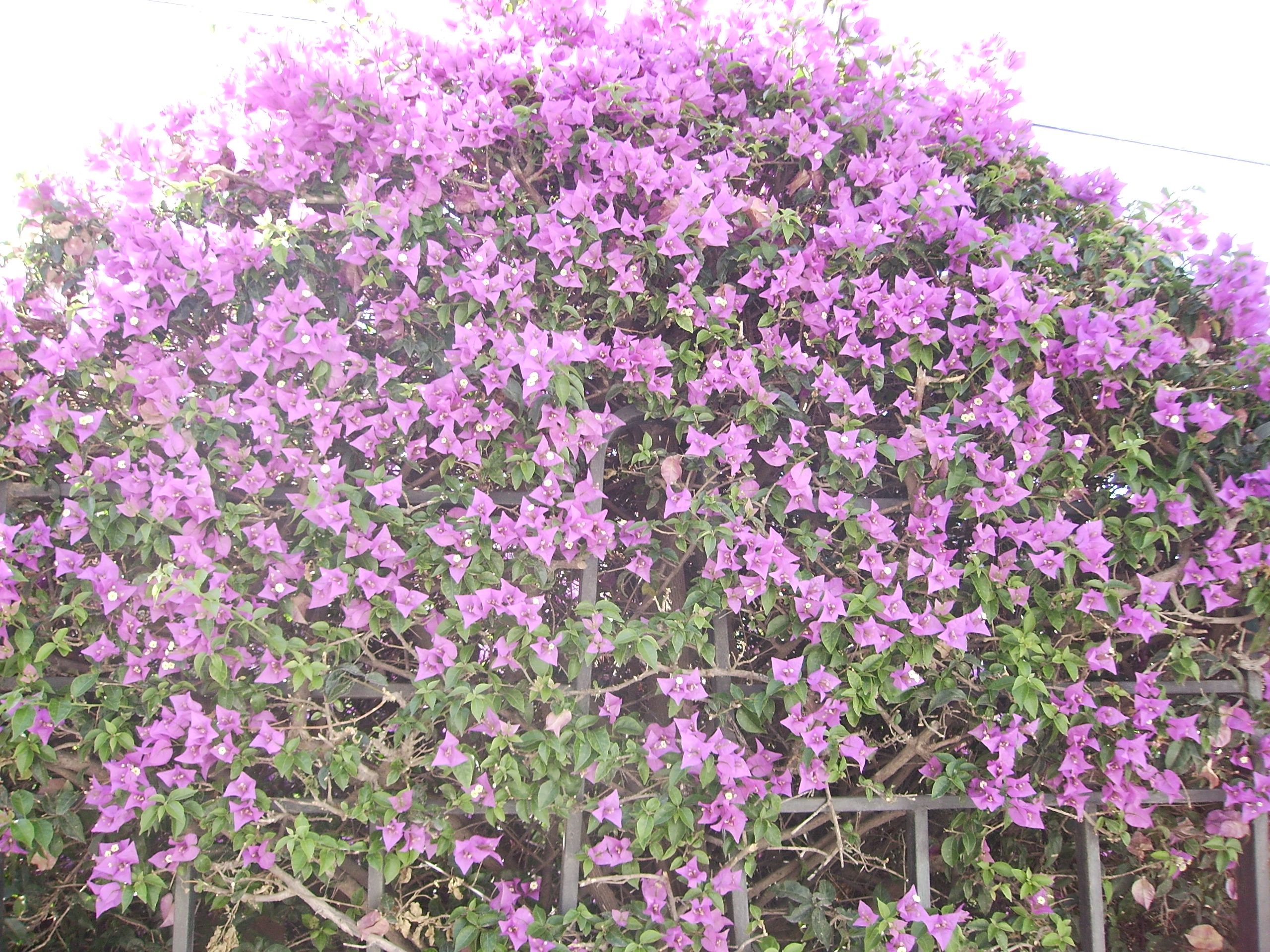
Bugenvilea nádherná
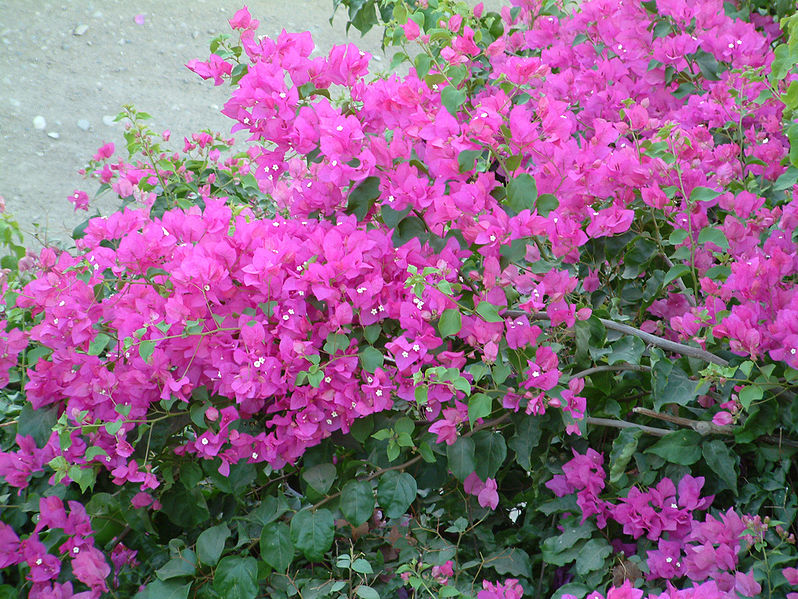
Bugenvilea lysá
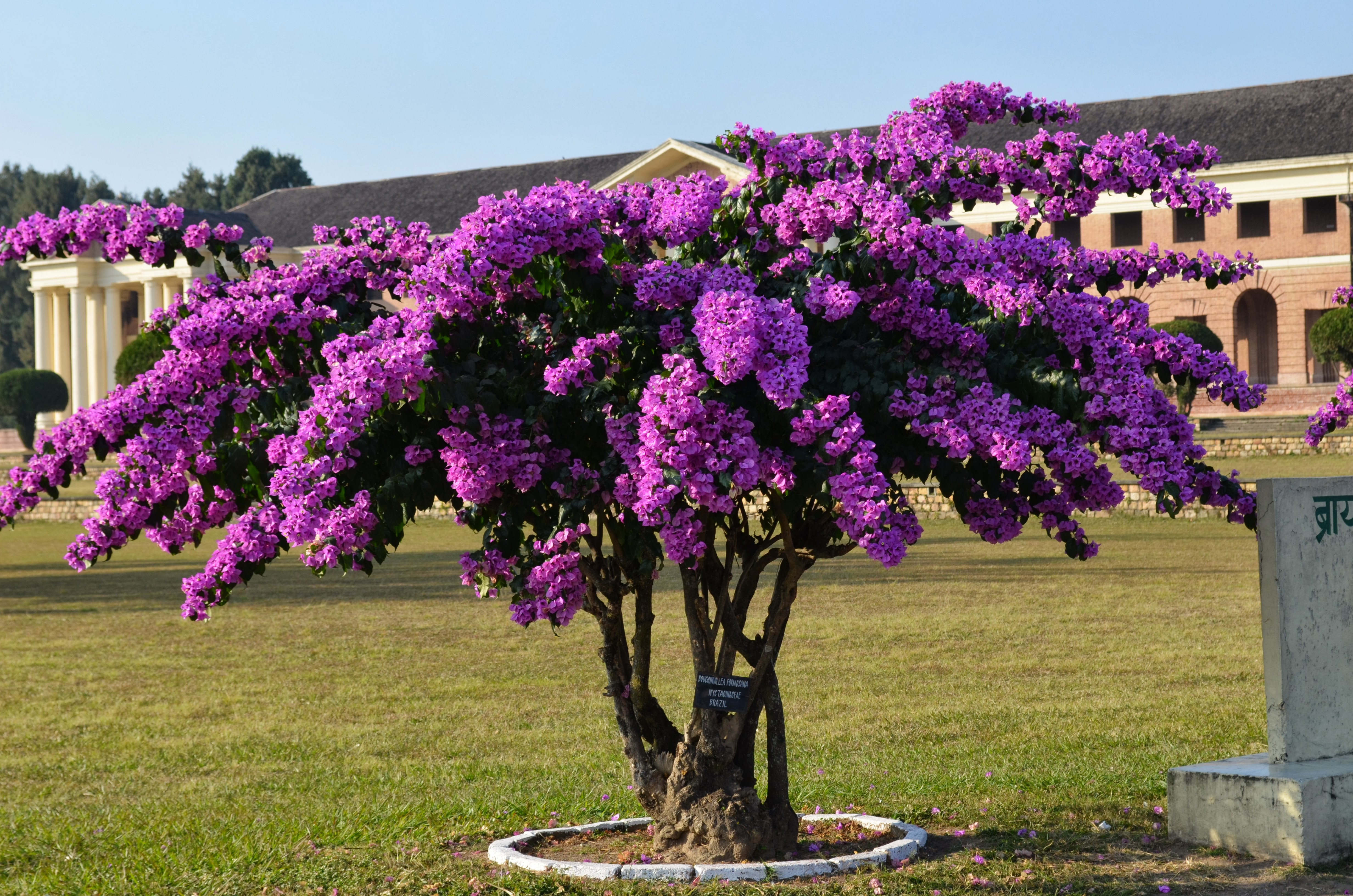
Bugenvilea lysá 'Formosana'